# AJ Lee
April Jeanette Mendezová (* 19. března 1987 Union City, New Jersey) je bývalá americká profesionální wrestlerka, nejvíce známá ze svého působení ve společnosti WWE pod přezdívkou AJ Lee.
Do wrestlingové školy se zapsala v březnu 2007 a debutovala o šest měsíců později. V následujících letech vystupovala na několika akcích od Women Superstars Uncensored (WSU) pod jménem Miss April. Ve WSU byla součástí AC Express spolu s Brooke Carter, jednou se staly dokonce WSU Tag Team Championship. V květnu 2009 podepsala vývojový kontrakt s World Wrestling Entertainment (WWE) a byla přidělena do Florida Championship Wrestling (FCW), zde používala jméno AJ Lee. Stala se královnou FCW a FCW Divas šampionkou a tím se stala první divou, která držela tyto dva tituly najednou. V roce vystupovala v třetí sezóně show NXT, zde už byla jenom A.J. a v květnu 2011 se stala součástí rosteru SmackDown. AJ titul poprvé získala 16. června 2013 na WWE PPV Payback. Byla nejdéle vládnoucí Divas šampionkou – titul si udržela 295 dní až do roku 2016, kdy ji porazila Nikky Bella, která titul držela 301 dní.

## Dětství
Narodila se v Portoriku. Navštěvovala Newyorskou uměleckou univerzitu, obor filmové a televizní produkce.

## Profesionální wrestlingová kariéra

### Školení (2007)
Krátce po dostudování střední školy hledala Mendez nějakou wrestlingovou školu a zapsala se do jedné, která byla kilometr od jejího domu. Začala pracovat na plný úvazek a v březnu 2007 se stala oficiální wrestlerkou.

### Women Superstars Uncensored (2008–2009)
Dne 10. října 2008 Miss April debutovala u Women Superstars Uncensored (WSU), kde prohrála se Soul Sister Jana v single matchi. Následující večer se spojila s Malia Hosaka a zápasily o titul WSU Tag Team Champions. Postoupily do druhého kola, když porazily Soul Sisters (Jana a Latasha), tady ale štěstí neměly a prohrály s Beatdown Betties (Roxxie Cotton a Annie Social). 7. února 2009 se Miss April spojila s Brooke Carter a v rematchi porazily Beatdown Betties a získaly championship. O měsíc později, 7. března, porazily Beatdown Betties na obhájení titulu.

### World Wrestling Entertainment / WWE

#### Florida Championship Wrestling (2009–2011)
Mendez podepsala smlouvu s World Wrestling Entertainment 5. května 2009 a byla přidělena k Florida Championship Wrestling, což je vývojové středisko WWE. Její FCW televizní debut byl 14. srpna 2009 pod jménem April Lee v zápase fatal four-way, kde byla poražena Serenou Mancini. Účastnily se i Alicia Fox a Tiffany. V září 2009 bylo její jméno změněno na AJ Lee a začala zápasit o titul FCW královny. 4. února 2010 se jí to podařilo, porazila Serenu Mancini a vyhrála korunu. 29. dubna se účastnila FCW Divas Championship, kde porazila Taminu, poté ji ale v semifinále napadla Serena. Další pokus o získání tohoto titulu byl zápas proti Naomi Knight, ten opět skončil neúspěšně. V červnu 2010 se jako hostitelka objevila v house show Raw. 2. září Lee prohrála s Naomi a to byl konec jejich feudu.
18. listopadu prohrála titul královny FCW s Rosou Mendes. Dne 16. prosince se však AJ podařilo konečně porazit Naomi a získat tak titul FCW Divas šampionky. Titul si udržela až do 7. dubna 2011, v tento den ho pohrála nad Aksanou.

### NXT (2010–2011)
31. srpna 2010 bylo oznámeno, že AJ bude součástí třetí sezóny NXT pod jménem AJ. Vystupovala v první epizodě této sezóny, která se konala 7. září, měla zde tag team zápas. Společně s Primem porazili rookie Divu Aksanu s Goldustem. Následující týden ale byla ona a Primo poraženi Kaitlyn a Dolphem Zigglerem. AJ byla ze soutěže odstraněna 23. listopadu kvůli reakci davu. Později se však do finále vrátila, když se spojila s Bella Twins a porazili Aliciu Fox, Aksanu a Maxine. Jako speciální host se objevila AJ 8. února 2011 v průběhu čtvrté sezóny NXT.

#### SmackDown (2011–2015)
Její debut v této show proběhl 27. května 2011, kdy se spojila s Kaitlyn a říkaly si Chickbusters. Prohrály však nad Aliciou Fox a Taminou. Dvojice Chickbusters byla často doprovázena Natalyou. Další týden AJ a Kaitlyn prohrály další zápas s Fox a Taminou.
V listopadu 2011 se AJ objevila v několika zákulisních segmentech s Danielem Bryanem. 29. listopadu ho pro štěstí v jeho zápase políbila a začal jejich románek. 13. ledna 2012 v epizodě SmackDown byla AJ u ringu aby svého přítele Daniela Bryana podporovala při zápase o World Heavyweight titul proti Big Show. Během zápasu Big Show omylem srazil AJ a zranil ji, musela být odnesena na nosítkách. Do SmackDownu se vrátila 3. února, aby Daniela před Big Showem ochránila.

V březnu se pár začal hádat a Daniel Bryan jí řekl, že vždycky stojí v jeho cestě. I přes tyto slova při něm AJ vždy stála. Také v epizodách SmackDownu 13. a 23. března úspěšně porazila Bella Twins. Na WrestleManii XXVIII skončilo Bryanovo panování jako World Heavyweight šampion kvůli tomu, že se rozptýlil polibkem od AJ pro štěstí. 6. dubna na SmackDown shodil všechnu vinu na AJ a že právě kvůli ní ztratil titul. Tím skončil jejich vztah. I přes pokusy AJ vše napravit ji Bryan vždy tvrdě odmítl a nechal jí jako 'emocionální trosku'. 

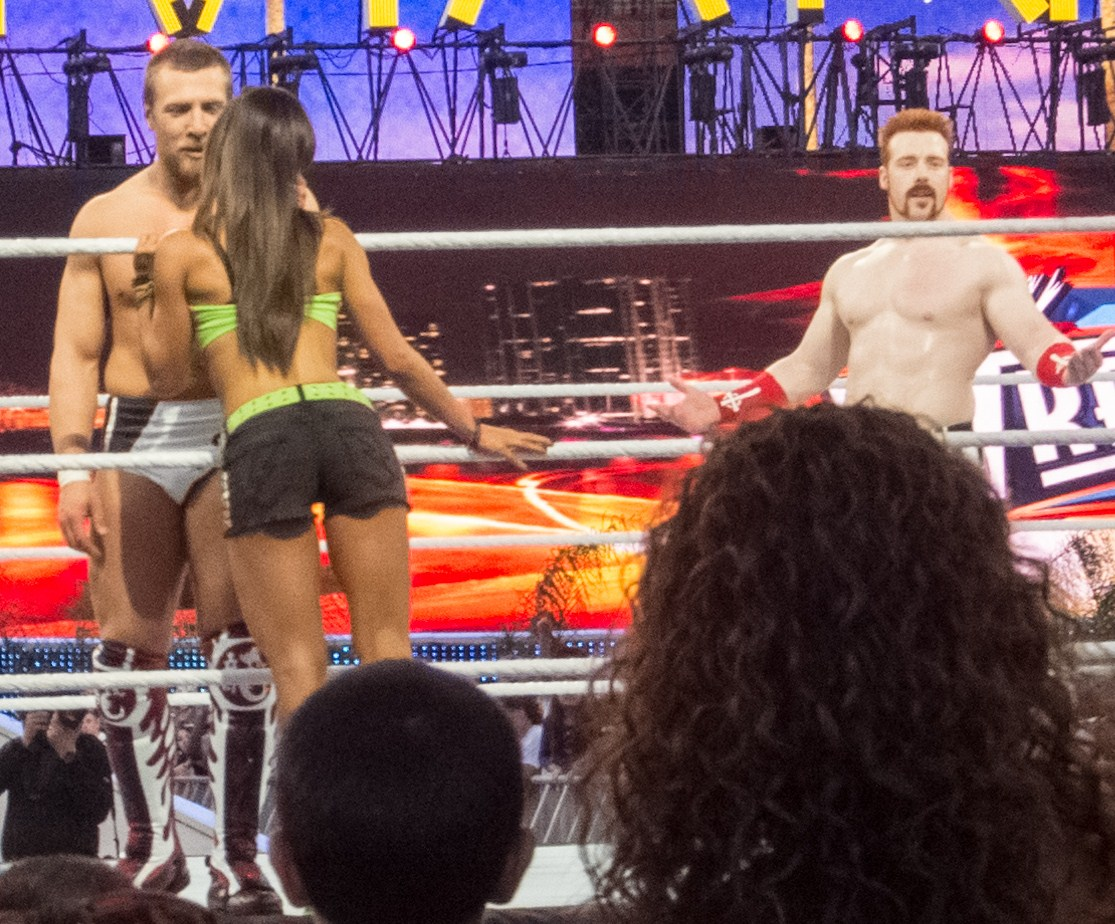
„Osudný polibek“ pro Daniela Bryana na WrestleManii XXVIII

## Ve wrestlingu
Zakončovací chvaty
- Octopus hold
- Shining wizard
- Shiranui
- Black Widow maker

Manažeři
- Big E Langston
- Tamina Snuka

Přezdívky
- „Geek Goddess“
- „The Thunder and Lighting Combination“ – s Kaitlyn

Theme songy
- „Right Now“ od Tyler van den Berg (10. června 2011 – říjen 2011)
- „Let's Light It Up“ od Jim Johnston, zazpíváno od Kari Kimmel (říjen 2011 – duben 2015)

ÚSPĚCHY v WWE
– 1* Divas Šampionkat
Významné události
- Převedení na heel charakter: TLC 2012; Zrada Johna Ceny, spojení s Dolphem Zigglerem a Big E Langstonem.
- Feud s Kaitlyn o Divas titul: 2013–současnost
- Vítězství nad Kaitlyn o Divas titul na PPV Payback 2013
- Oddělení od Dolpha Zigglera kvůli Zigglerově Face Turnu – 14. 7.; Zásah do zápasu o WH titul: Alberto Del Rio (c) VS Dolph Ziggler – PPV Money in The Bank 2013,

Show RAW z 15. 7. – Rozchod a napadení Dolpha Zigglera.